# Zadarski kanal
Zadarski kanal je morski kanal koji odvaja hrvatsku dalmatinsku obalu od otoka Ugljana, a nalazi se ispred grada Zadra.

## Geografija
Kanal se proteže u smjeru sjeverozapad/jugoistok, paralelno s obalom, zapadno od grada Zadra. Počinje južno od Virskog mora, a njegov nastavak je Pašmanski kanal.
Prema hrvatskim kartama, fizičke granice se mogu identificirati: na sjeveru, sa zamišljenom linijom koja povezuje otočić Idula sa rtom Skala, koji se nalazi otprilike 10 km sjeverozapadno od Zadra; na jugu, međutim, pojam je označen linijom koja spaja Sukošan, na dalmatinskoj obali, s tjesnacem Mali Ždrelac, koji dijeli Ugljan od Pašmana. Ovo razgraničenje označava i početak Pašmanskog kanala.
Drugi tekstovi  i karte označavaju početak Zadarskog kanala počevši od crte koja spaja otok Sestrunj s Artićem, gdje se nalazi Privlaka, južno od otoka Vira  i Privlačkog Gaza, te ga nastavlja do mjesta gdje počinje skupina hridi i otočića uz Pašman, kod Mrljana.
U Zadarskom kanalu bura je slabog intenziteta, jaka je samo u prvom dijelu do Petrčana, dok u Pašmanskom kanalu može biti vrlo jaka .

### Otoci
Sljedeći otoci, svi uz obalu Ugljana, nalaze se u Zadarskom kanalu:
- Idula, sjeverno od Ugljana
- Galovac, nasuprot Preka
- Ošljak, između Preka i Kalija
- Mišnjak, jugoistočno od luke Kukljica

### Kartografija
- ARKOD 1:25000